# Internationale Bauausstellung Stadtumbau Sachsen-Anhalt 2010

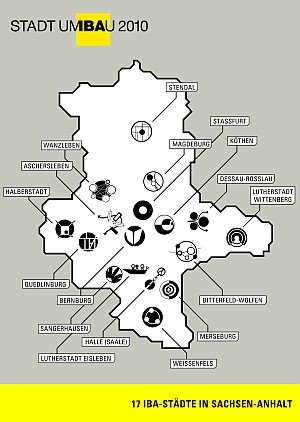
Karte der 17 IBA-Städte ohne Naumburg und Schönebeck

Mit der Internationalen Bauausstellung Stadtumbau Sachsen-Anhalt 2010 (2003–2010) versuchen 19 sachsen-anhaltische Städte in Zusammenarbeit mit der Bauhausstiftung Dessau und der Landesentwicklungsgesellschaft SALEG unter dem Leitthema „Neue Perspektiven für Städte im Umbruch“ dauerhaft eine leistungsfähige aber günstige Infrastruktur in den Teilnehmerkommunen zu verwirklichen, die vor allem unter Arbeitslosigkeit, Suburbanisierung und dem Demographischen Wandel leiden, meist aber auch ein bedeutendes kulturelles Erbe vorweisen können. Die IBA beschäftigt Stadtplaner, Architekten und Kommunalpolitiker gleichermaßen wie die Bewohner in den Städten.
Jede der 19 Teilnehmerstädte behandelt für den Stadtumbau ein individuelles und zukunftsfähiges Thema mit international vermarktungsfähigen Lösungskonzepten für Städte mit ähnlichen Problemen. Alle IBA-Kommunen sollen gesunden und attraktiver für ihre Bewohner werden und wieder ihre regionale Besonderheit ausstrahlen. Die IBA Sachsen-Anhalt 2010 ist die erste ihrer Art, deren Versuchsfeld ein gesamtes Flächenland ist.

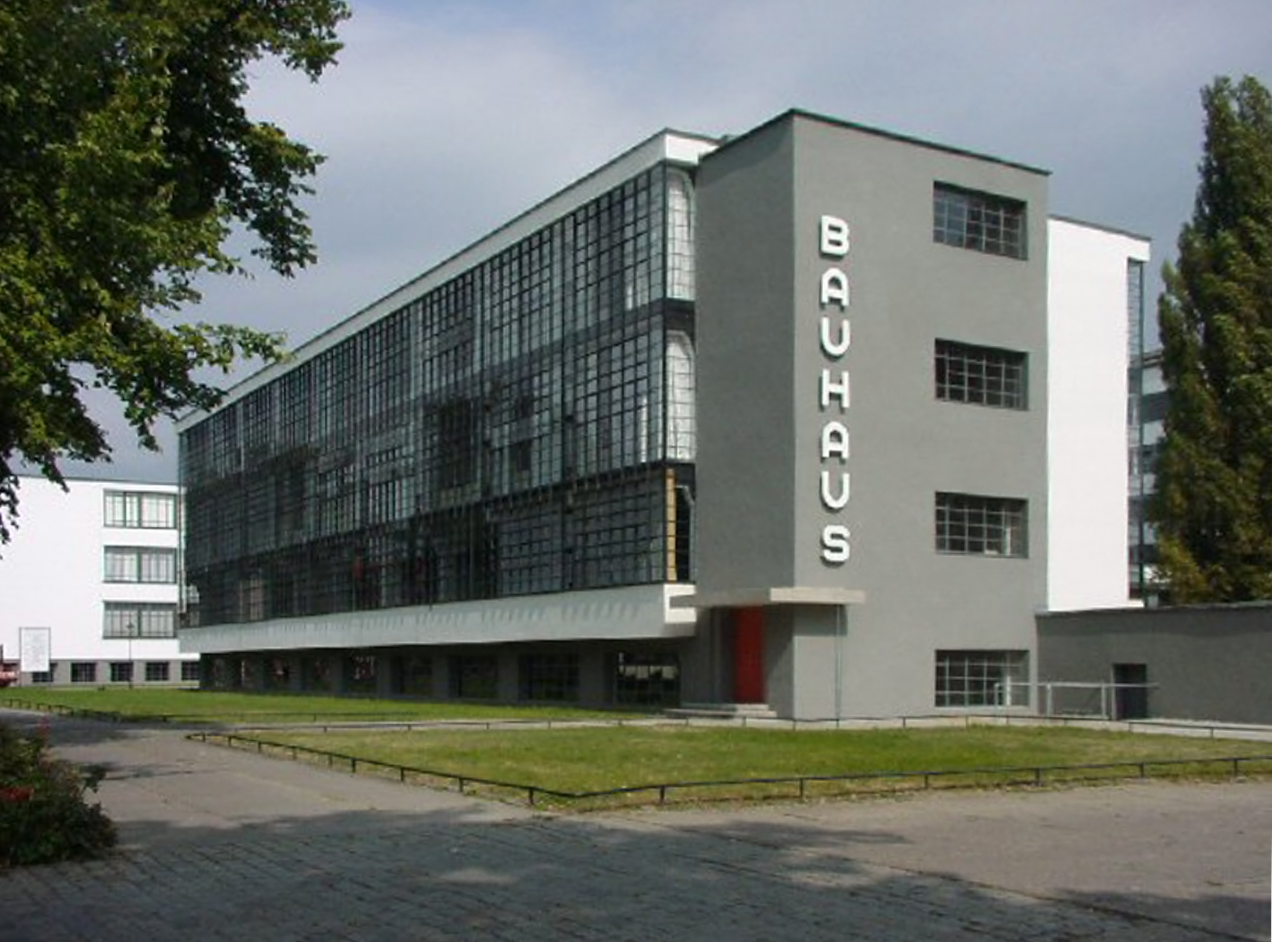
Das UNESCO-Weltkulturerbe Bauhaus in Dessau-Roßlau ist Sitz der Bauhausstiftung

## Grundlagen und Finanzierung des Stadtumbauprogramms
In Sachsen-Anhalt stehen zur zurzeit über 18 % der Wohnungen kommunaler oder genossenschaftlicher Unternehmen leer. Dies sind zumeist Plattenbauten aus DDR-Zeiten, aber auch erhaltenswerte Altbaubestände. Das Land versucht in Zusammenarbeit mit den 19 IBA-Teilnehmerstädten durch Umgestaltung und Abriss bzw. Sanierung leerstehender Gebäude die Lebensqualität und Wirtschaftskraft zu erhöhen oder zumindest auf konstantem Niveau zu halten und zugleich die Städte finanziell zu entlasten. Die jeweils individuellen Konzepte der Teilnehmerstädte, die meist auf die Stärkung wirtschaftlicher, sozialer und kultureller Potentiale setzt und gleichzeitig als Leitlinie der künftigen baulich-räumlichen Entwicklung der Stadt dienen, sollen so verwirklicht werden, dass sie auch auf jede andere Stadt anwendbar wären.
Bereits 2002 verabschiedete der Landtag von Sachsen-Anhalt mit seinem Nachtragshaushalt die jährliche Zahlung von einer Million Euro für die Organisation und Betreuung der Projekte. Die Förderung der Projekte vor Ort erfolgt ressortübergreifend aus laufenden Förderprogrammen, unter anderem aus dem Bund-Länder-Programm Stadtumbau Ost.

## Teilnehmerstädte
An der Internationalen Bauausstellung nehmen 19 Städte mit einer Bevölkerungszahl von 5.000 bis 230.000 Einwohnern mit jeweils unterschiedlichen Profilen und individuellen Stadtumbaukonzepten teil.

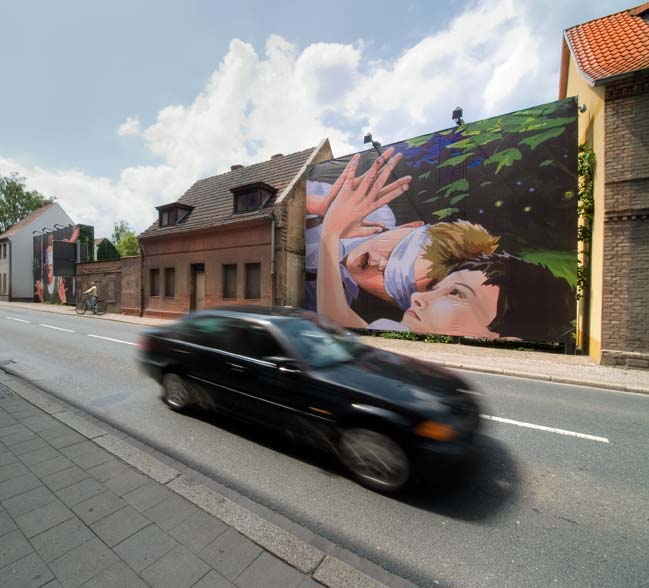
Die „Drive-Thru-Gallery“ in der Innenstadt Ascherslebens

### Aschersleben
| Einwohner 1990 | Einwohner 2000 | Einwohner 2006 |
| -------------- | -------------- | -------------- |
| 32.545         | 27.312         | 25.791         |

Der stark befahrene Innenstadtring Ascherslebens ist besonders vom Wegzug und Verfall der historischen Bausubstanz geprägt. Anstelle der bereits abgerissenen Gebäude wurden Medienwände der „DRIVE THRU Gallery“ mit Motiven des britischen Künstlers Christopher Winter angebracht. Des Weiteren wurde für 16 Millionen Euro das „Bildungszentrum Bestehornpark Aschersleben“ in Verbindung mit der Landesgartenschau 2010 erbaut.
IBA-Stadt seit: März 2003

### Bernburg
| Einwohner 1990 | Einwohner 2000 | Einwohner 2006 |
| -------------- | -------------- | -------------- |
| 39.901         | 33.825         | 31.329         |

Die Stadt Bernburg wollte sich im Rahmen der IBA zu einer „Bildungsstadt“ entwickeln. Dazu sollte die Beziehung der ansässigen Wirtschaft zu Schulen und anderen Bildungseinrichtungen enger verflochten werden. Eine neue Ganztagsschule mit über 1.200 Schülern wurde im August 2010 eröffnet. Neben der Umgestaltung des Stadtparks, wurde begonnen, das Gebäude der Musikschule im Schloss Bernburg zu sanieren und erweitern.

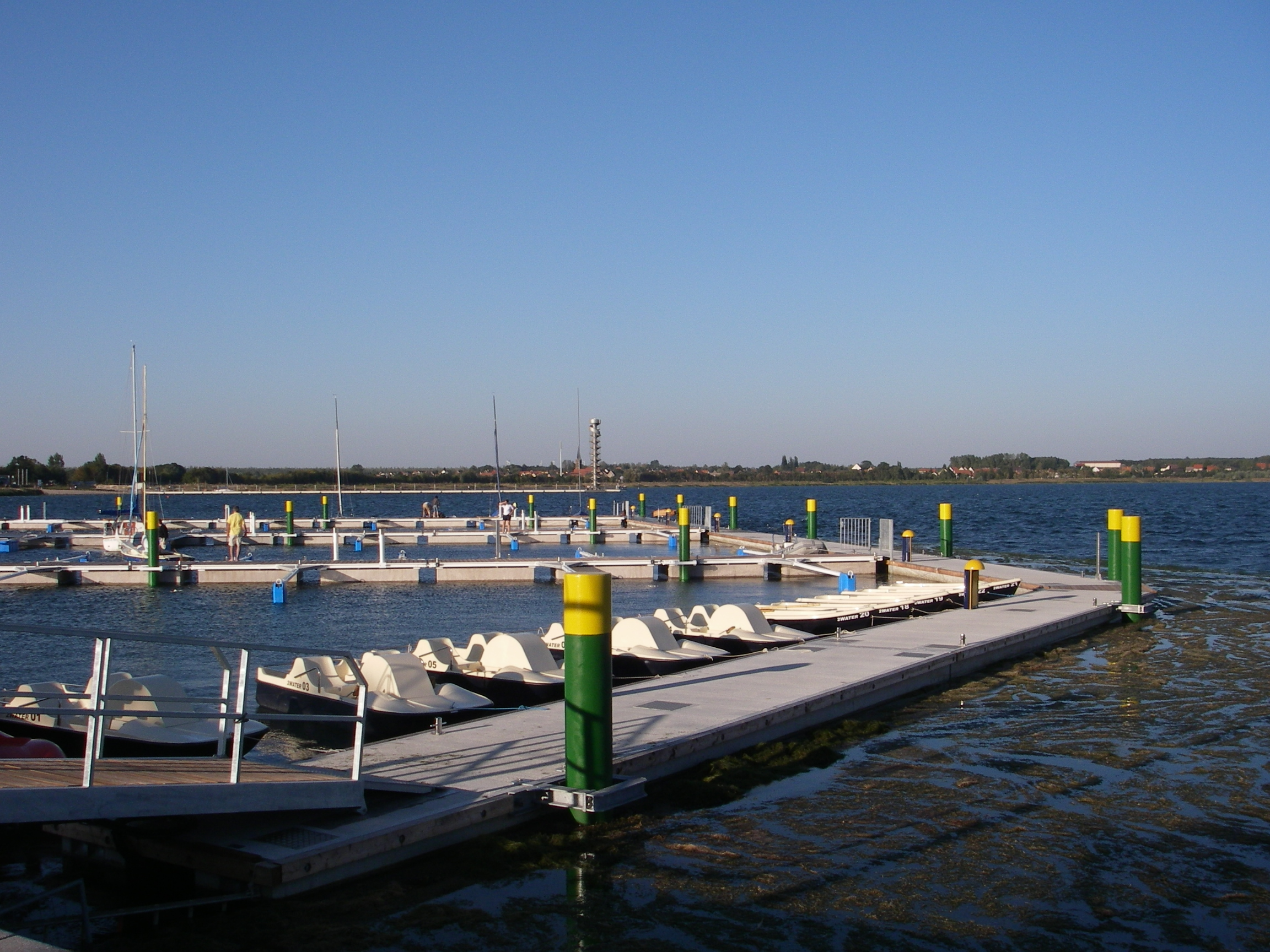
Der Goitzschesee ist mittlerweile das beliebteste Naherholungszentrum der Region

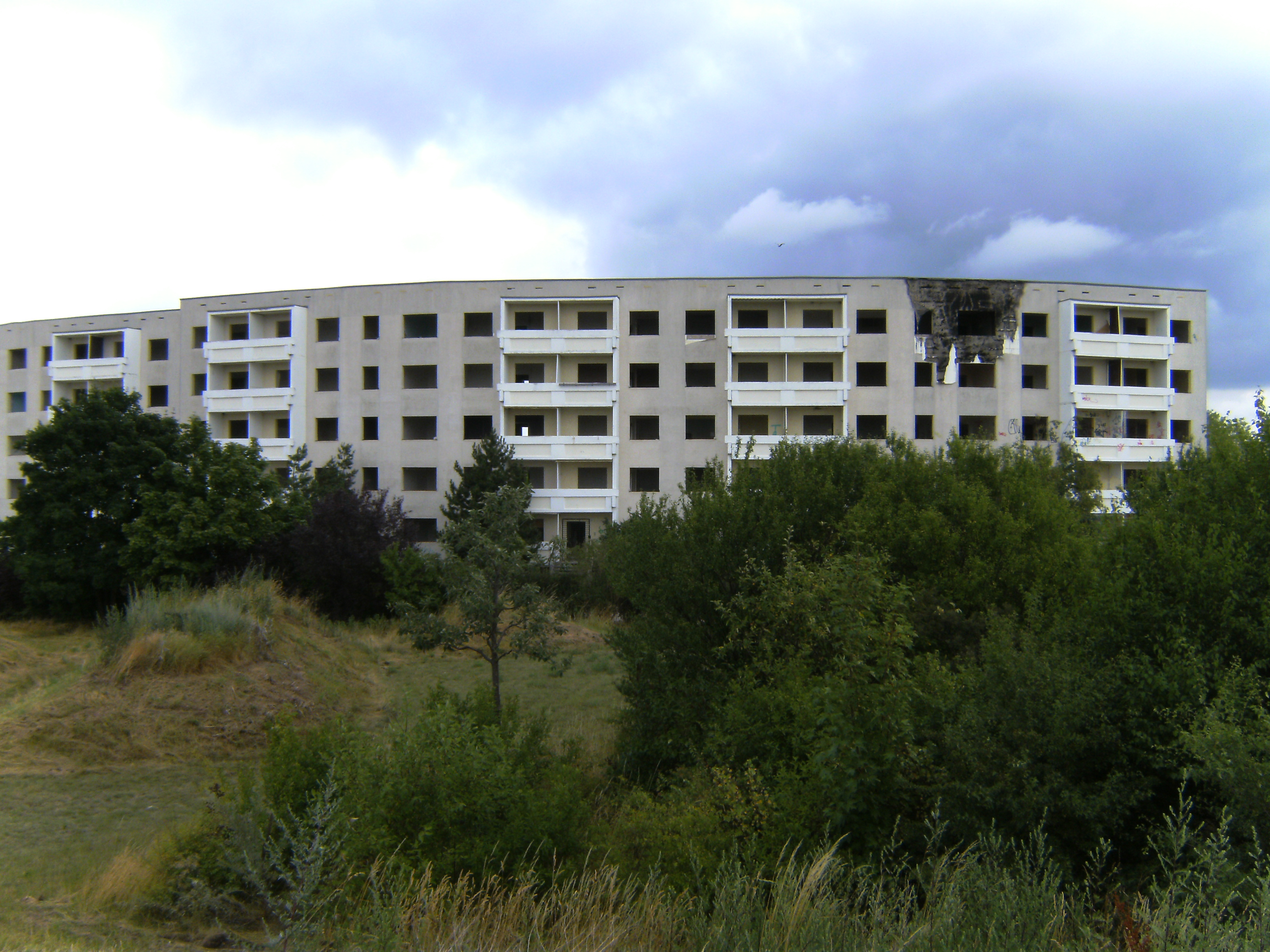
Leerstehender Plattenbau in Wolfen-Nord

IBA-Stadt seit: April 2005

### Bitterfeld-Wolfen
| Einwohner 1990 | Einwohner 2000 | Einwohner 2006 |
| -------------- | -------------- | -------------- |
| 70.000 1       | 54.307         | 47.777         |

Die einstige Chemiearbeiterstadt Bitterfeld und die Filmstadt Wolfen schlossen sich am 1. Juli 2007 mit den Gemeinden Greppin, Holzweißig, Thalheim und Rödgen zur neuen Stadt Bitterfeld-Wolfen zusammen. Zu DDR-Zeiten vom westlichen Ausland oft als „Schmutzigste Stadt Europas“ bezeichnet, entwickelte sich Bitterfeld-Wolfen in den vergangenen Jahren zu einem beliebten Naherholungszentrum. Schon kurz nach der Wiedervereinigung wurden die meisten der umweltbelastenden Betriebe auf Drängen der Anwohner geschlossen und Tagebaurestlöcher wurden geflutet. So entstand eine der größten Seenlandschaften Mitteldeutschlands inmitten einer sich stetig erholenden Natur. Jedoch bedeutete die Schließung vieler Betriebe in der Doppelstadt eine hohe Arbeitslosigkeit. In der Folgezeit verlor allein Wolfen annähernd die Hälfte seiner Einwohner. Um den Unkosten der verbliebenen überdimensionalen Infrastruktur nach der Fusion zu begegnen, wurden viele öffentliche Einrichtungen in der neuen Stadt geschlossen. Um die Lebensqualität aber weiterhin auf konstantem Niveau zu halten, plant die Stadt ein effektives Kommunikationssystem zwischen den verbliebenen Einrichtungen zu errichten und wirbt für die Ansiedlung von privat praktizierenden Ärzten. Von den wirtschaftlichen Turbulenzen der 90er-Jahre scheint sich die Stadt zunehmend zu erholen. Die Ansiedlung großer internationaler Arbeitgeber wie die Bayer AG und Q-Cells mit seinen Tochterunternehmen bieten der Region zusammen etwa 3.000 Arbeitsplätze. Mittlerweile hat der Stadtrat Bitterfeld-Wolfen verschiedene Schlüsselprojekte beschlossen, die das Zusammenwachsen der fünf Ortsteile und die Belebung der Bitterfelder Innenstadt voranbringen sollen. So soll die Gegend rund um den Bitterfelder Markt und das Rathaus saniert und ausgebaut, neue Rad- und Fußwege angelegt, neue Bildungsangebote geschaffen und die Goitzsche als Touristenattraktion vermarktet werden.

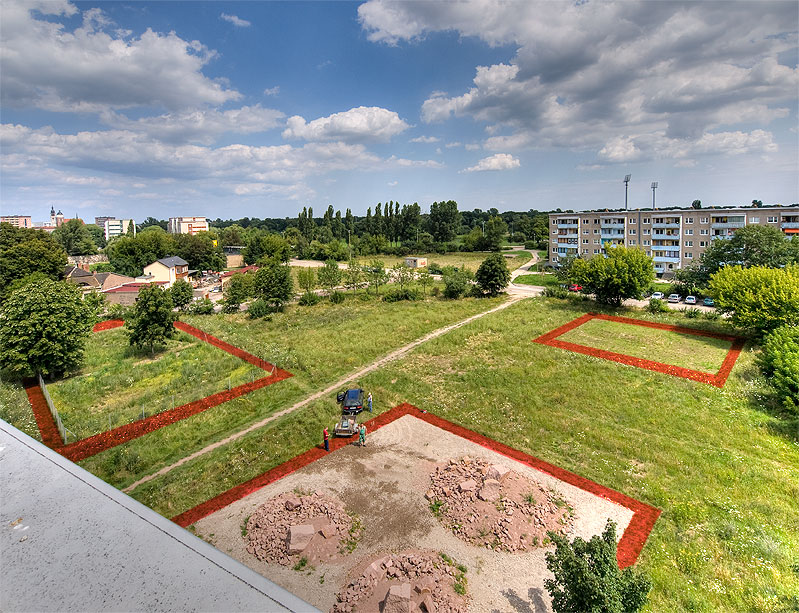
Claims in Dessau

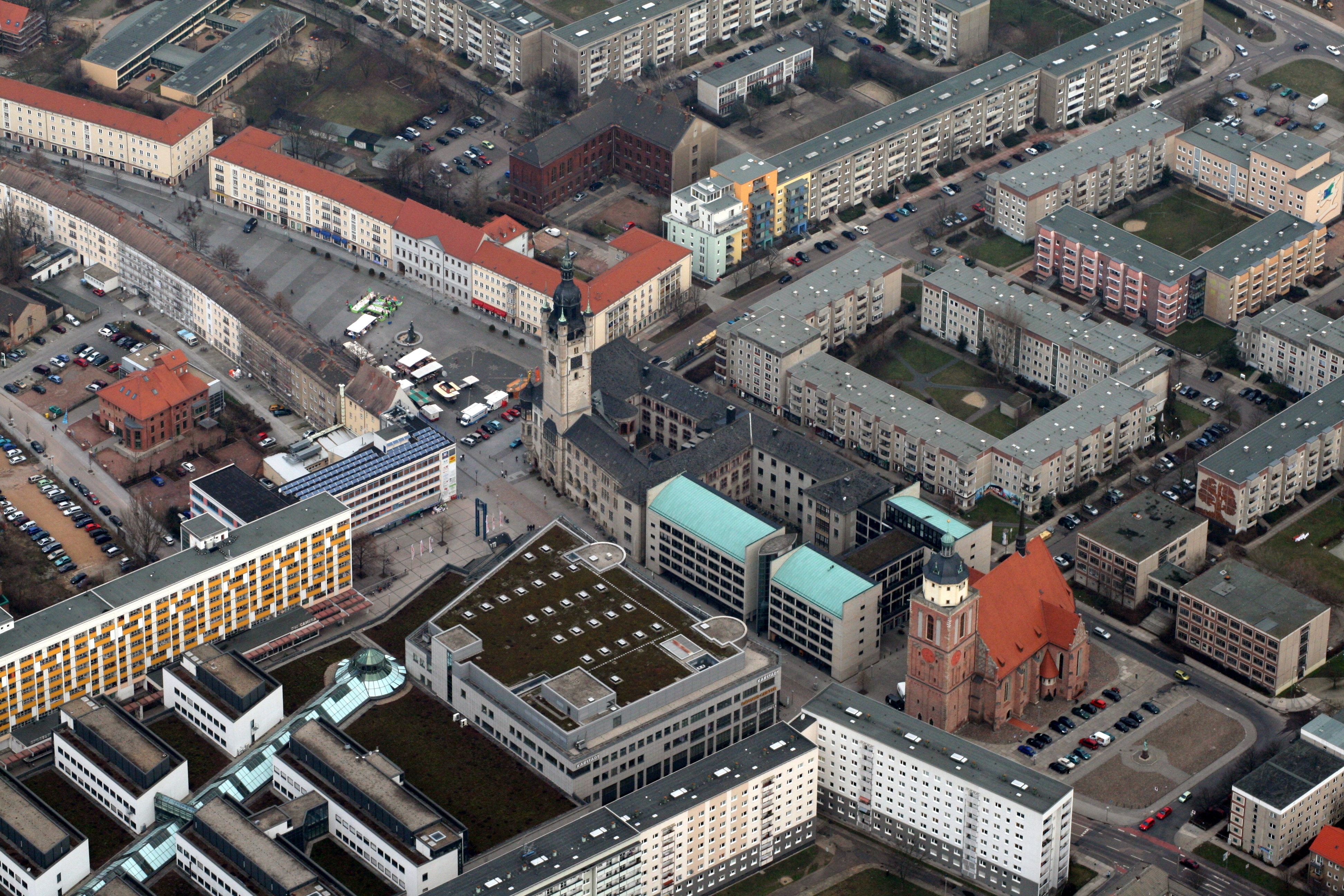
Blick auf die Dessauer Innenstadt

IBA-Stadt seit: Oktober 2003

### Dessau-Roßlau
| Einwohner 1990 | Einwohner 2000 | Einwohner 2006 |
| -------------- | -------------- | -------------- |
| 111.396        | 98.563         | 91.324         |

Die enormen Kriegsschäden, die Dessau-Roßlau im Zweiten Weltkrieg erleiden musste, sowie der Verfall und Abriss vieler Altbaubestände zu DDR-Zeiten sorgten dafür, dass der Stadt heute ein wirtschaftlich starkes Stadtzentrum fehlt, da auch dieses von Plattenbauten der DDR mit zunehmenden Wohnungsleerstand und Verfall geprägt ist. Durch den Abriss vieler nicht mehr erhaltenswerter Gebäude entstanden und entstehen überall in der Stadt Freiflächen, sogenannte „Claims“, die von Privatpersonen gepachtet werden können, um sie zu bepflanzen. So soll die Landschaft in Anlehnung an das Dessau-Wörlitzer Gartenreich zurück in die Stadt geholt werden. Das im Mai 2009 neueröffnete Dessau-Center anstelle des alten Konsument-Warenhauses soll einem Rückgang der regionalen Kaufkraft entgegenwirken und die Stellung der Stadt als drittes Oberzentrum des Landes stärken.
IBA-Stadt seit: März 2003

### Gräfenhainichen (bis 2005)
| Einwohner 1990 | Einwohner 2006 |
| -------------- | -------------- |
| 9.981 2        | 7.466          |

Bis zum März 2005 war auch die Kleinstadt Gräfenhainichen (Landkreis Wittenberg) Mitglied der IBA. Mit dem Thema „Stadt mit neuer Energie“ wollte die Teilnehmerstadt in Zukunft mehr auf Erneuerbare Energien setzen und somit große Mengen an Luftschadstoffen einsparen sowie zukunftsfähige und umweltbewusste Unternehmen ansiedeln. Das IBA-Büro bemängelte:„Eine betriebswirtschaftliche Bewertung der angedachten Versorgungslösungen und ein Finanzierungsmodell liegen nicht vor, auch nicht in groben Zügen und für die ersten Umsetzungsschritte.“
Bereits im November 2004 wurde der Stadt mit der Ausscheidung aus dem Projekt gedroht, würde sie nicht noch einmal ihr Konzept überarbeiten und tragfähiger machen. Der IBA-Geschäftsführer Rüdiger Schulz übermittelte am 2. März 2005 an Bürgermeister Harry Rußbült den Ausschluss der Stadt aus dem Projekt.

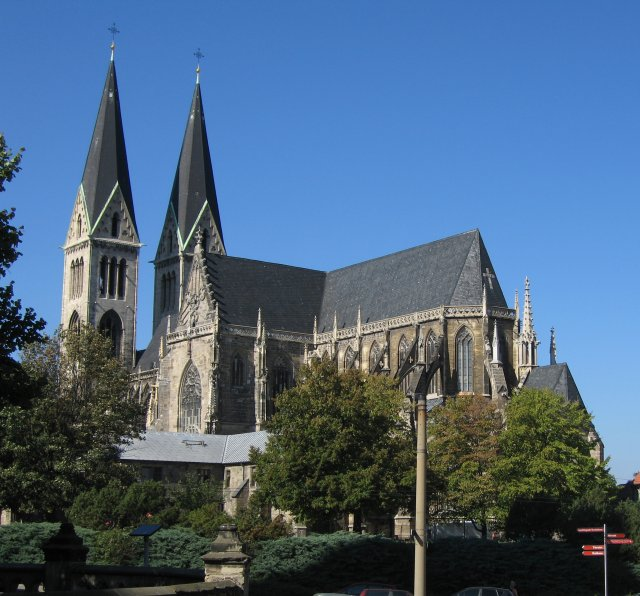
Halberstädter Dom

### Halberstadt
| Einwohner 1990 | Einwohner 2000 | Einwohner 2006 |
| -------------- | -------------- | -------------- |
| 45.364         | 41.417         | 39.318         |

Die Stadt Halberstadt im Harz hat sich als Teilnahmeprojekt die Kultivierung der Leere vorgenommen. Verfallene Gebäude der Innenstadt wurden abgerissen und brachliegende Flächen aufgewertet. Mit Stationen des sogenannten „Trainingspfad des Sehens“ werden bauliche und kulturelle Höhepunkte der Stadt miteinander verbunden. Das Hallenbad war 2010 der zentrale Ort der Ausstellung Ästhetik der Leere.

### Halle (Saale)
| Einwohner 1990 | Einwohner 2000 | Einwohner 2006 |
| -------------- | -------------- | -------------- |
| 310.234        | 247.736        | 235.720        |

Die bevölkerungsreichste Stadt des Bundeslandes Sachsen-Anhalt hätte zu ihrer Entstehung 1990 mit der Fusion der traditionsreichen Stadt Halle (Saale) und der „modernen“ Chemiearbeiterstadt Halle-Neustadt unterschiedlicher nicht sein können. In den Folgejahren wurde das alte Halle behutsam saniert, während sich Halle-Neustadt zum sozialen Brennpunkt der Saalestadt entwickelte und heute von enormen Wohnungsleerstand geprägt ist. Das Konzept der IBA-Teilnehmerstadt lautet: „Balanceakt Doppelstadt“. Beide Stadtteile sollen sich gleichwertig, jedoch wiederum komplett unterschiedlich entwickeln. Während das Zentrum des alten Halle der sanierte Riebeckplatz ist, entwickelt sich in der Neustadt ein Zentrum für zeitgenössische Kunst. Des Weiteren befinden sich eine Brücke über die Saale, die von der Innenstadt zur Saline führen soll, und das Anlegen eines Boot- und Yachthafens im Bau. Unklar bleibt noch, was mit den fünf „Scheiben“ in der Neustadt und den Riebeck-Hochhäusern geschehen soll, da diese komplett leerstehen. Der Stadtteil Glaucha mit fast 30 Prozent Leerstand soll durch die IBA wieder mit Leben gefüllt werden.

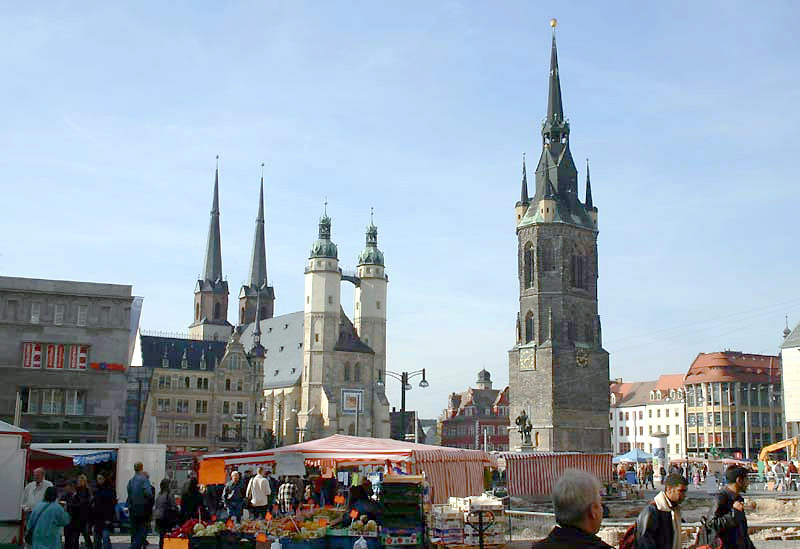
Marktplatz mit Rotem Turm und Marienkirche
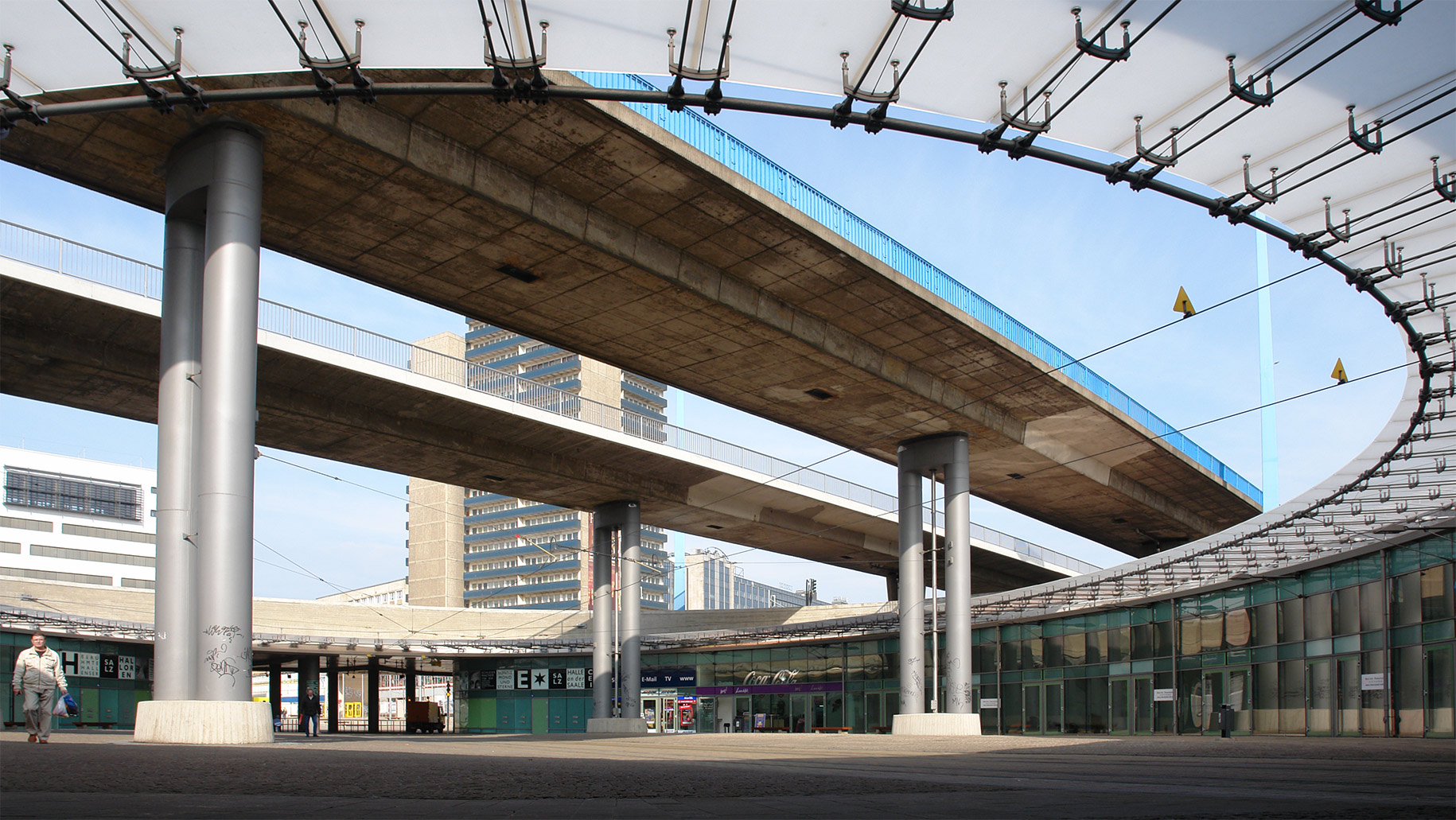
Riebeckplatz
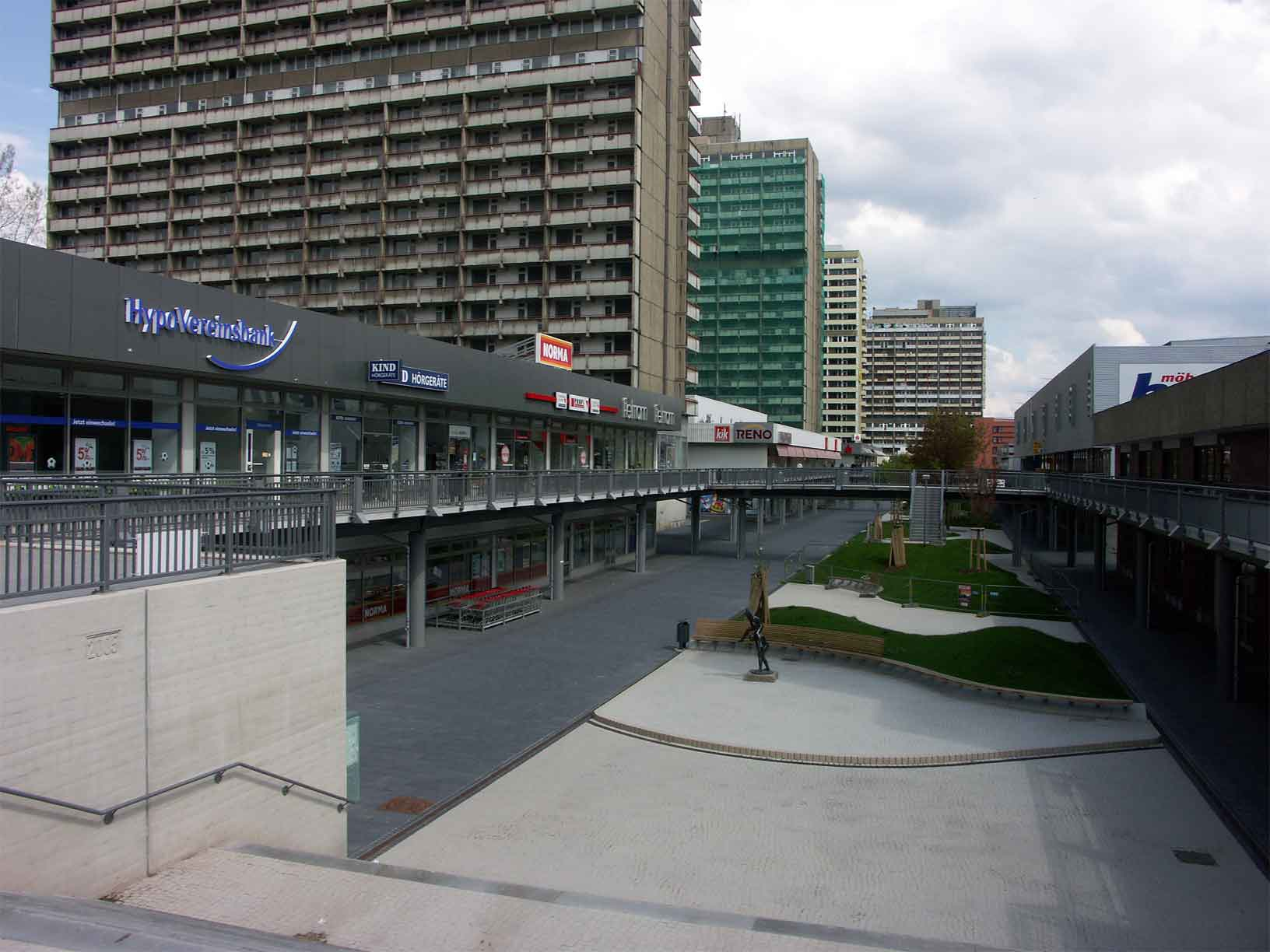
Neustädter Passage mit den Hochhausscheiben

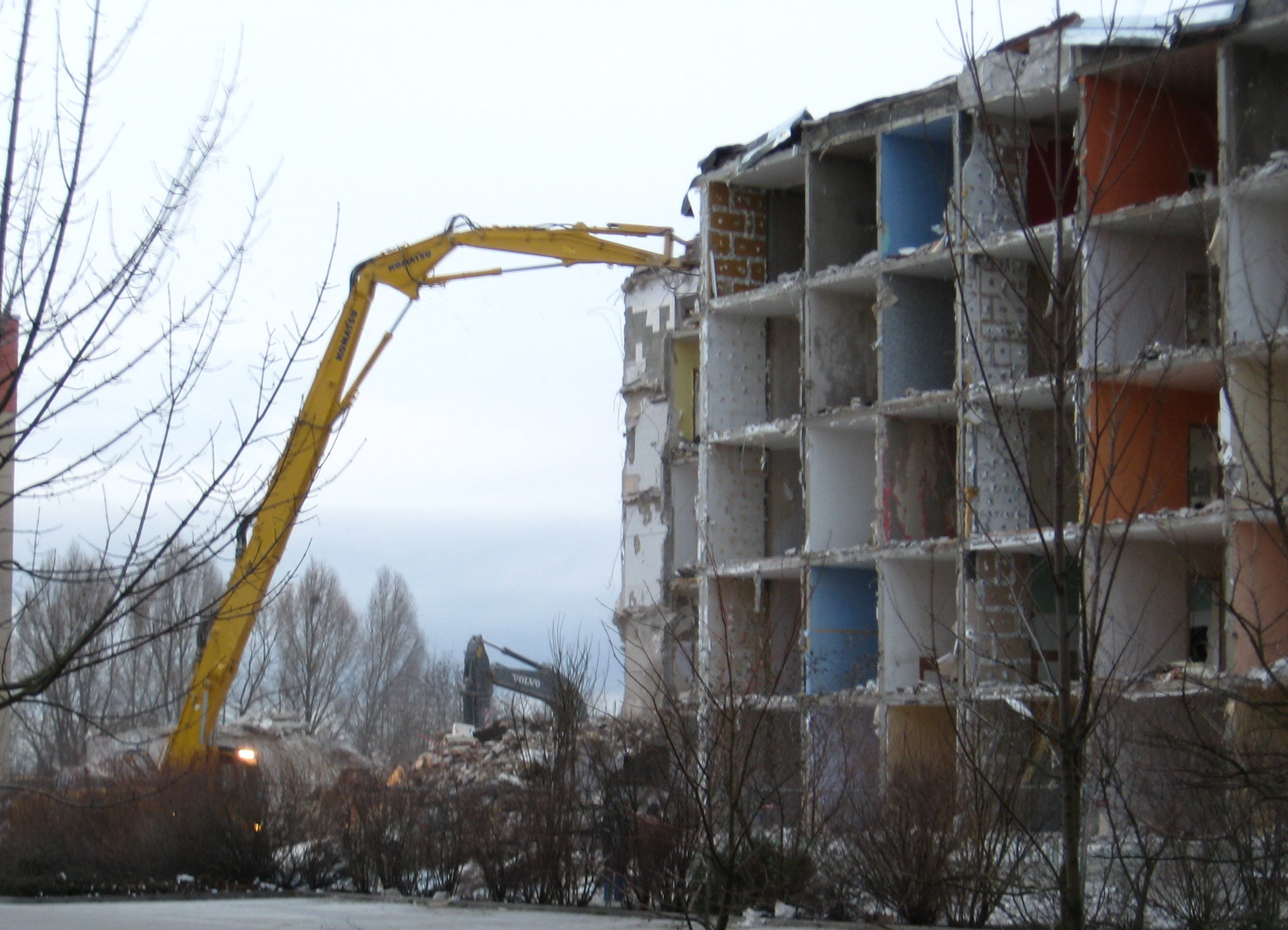
Wohnungsabriss in der Rüsternbreite

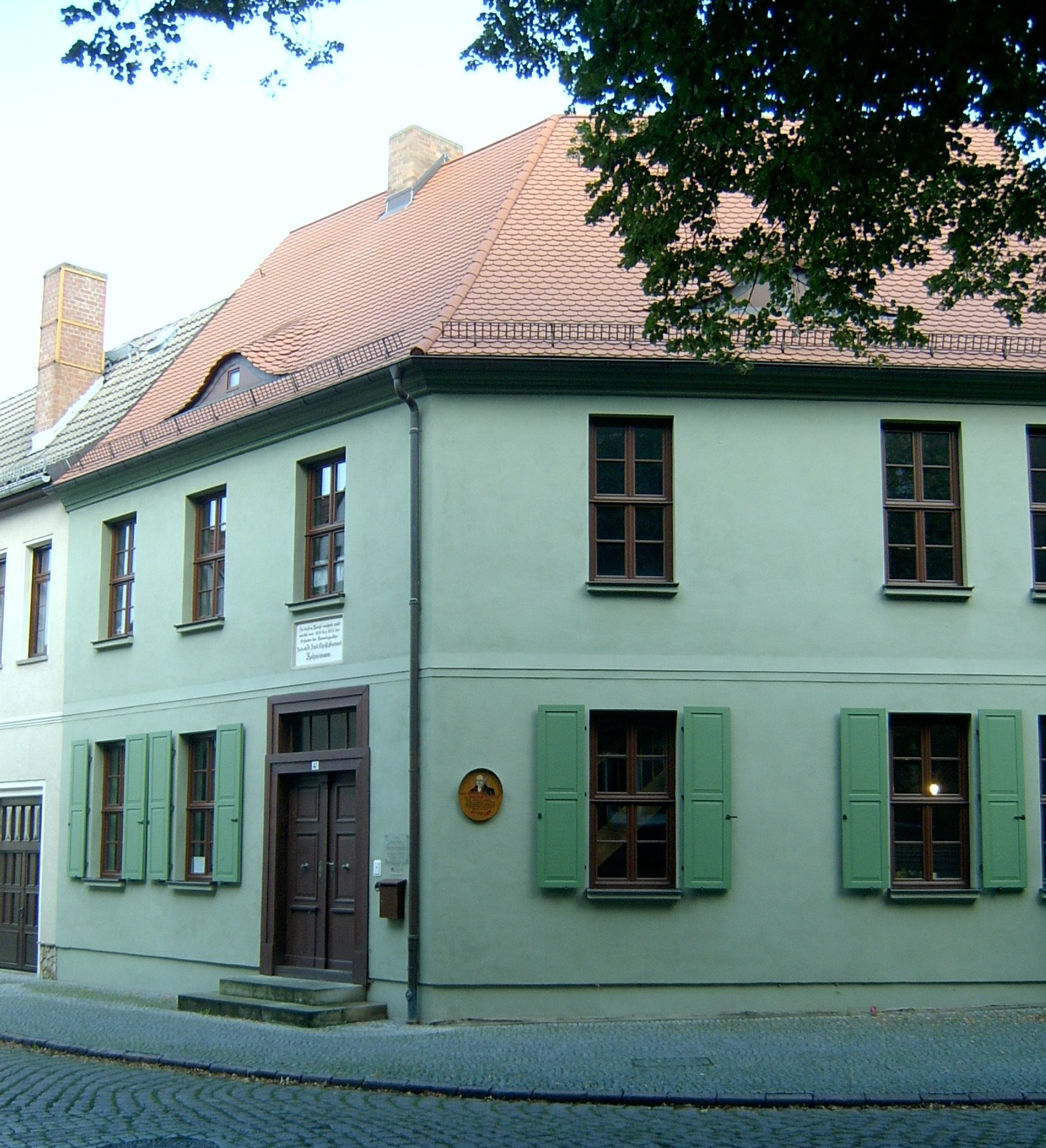
Das Samuel-Hahnemann-Haus

IBA-Stadt seit: Oktober 2003

### Köthen (Anhalt)
| Einwohner 1990 | Einwohner 2000 | Einwohner 2006 |
| -------------- | -------------- | -------------- |
| 33.079         | 30.360         | 29.667         |

Die Stadt Köthen (Anhalt) war im 19. Jahrhundert durch Arthur Lutze und Samuel Hahnemann die Hochburg der Homöopathie in Europa. Als erster Eisenbahnknotenpunkt Deutschlands begann der wirtschaftliche Aufstieg der Stadt. Die jetzige Stadtverwaltung ist davon überzeugt, dass sich die Lehrsätze der Homöopathie auch auf die Stadtentwicklung übertragen lassen. So wurde beispielsweise ein altes Klostergebäude für die noch in Hamburg ansässige Homöopathische Bibliothek ersteigert und wird zurzeit saniert. Der Köthener Homöopathiesommer 2005 sorgte für ein kleines Comeback Köthens als homöopathische Hochburg.
Zurzeit prüft die Stadtverwaltung in Zusammenarbeit mit der Hochschule Anhalt die Einführung eines Masterstudiengangs für den Bereich Homöopathie. Dieser wäre der erste seiner Art in Deutschland.

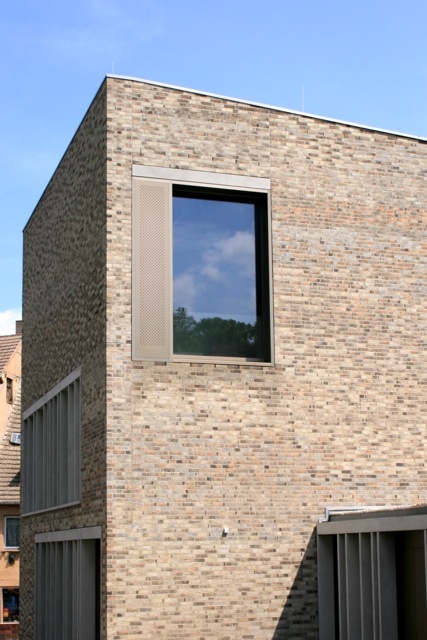
Das neue Besucher- und Informationszentrum am Luthergeburtshaus in Eisleben

IBA-Stadt seit: Oktober 2003

### Lutherstadt Eisleben
| Einwohner 1990 | Einwohner 2000 | Einwohner 2006 |
| -------------- | -------------- | -------------- |
| 25.824         | 21.062         | 23.789         |

Für die Lutherstadt Eisleben war von Anfang an ein sehr behutsamer Umgang mit dem kulturellen Erbe als Geburts- und Todesort Martin Luthers wichtig. Besonders die Entleerung der bedeutenden Altstadt mit ihrem Lutherhaus soll durch intensive Lenkung der Wirtschaft in diesem Bereich gemindert werden. Mit dem Bau eines Martin-Luther-Gedenkhauses hat die Innenstadt bereits an wirtschaftlicher Stabilität durch steigenden Tourismus gewonnen. Wie geplant ist der Lutherweg, der die UNESCO-Welterbestätten in der Stadt miteinander verbindet, zum neuen Rückgrat der Stadtentwicklung geworden.

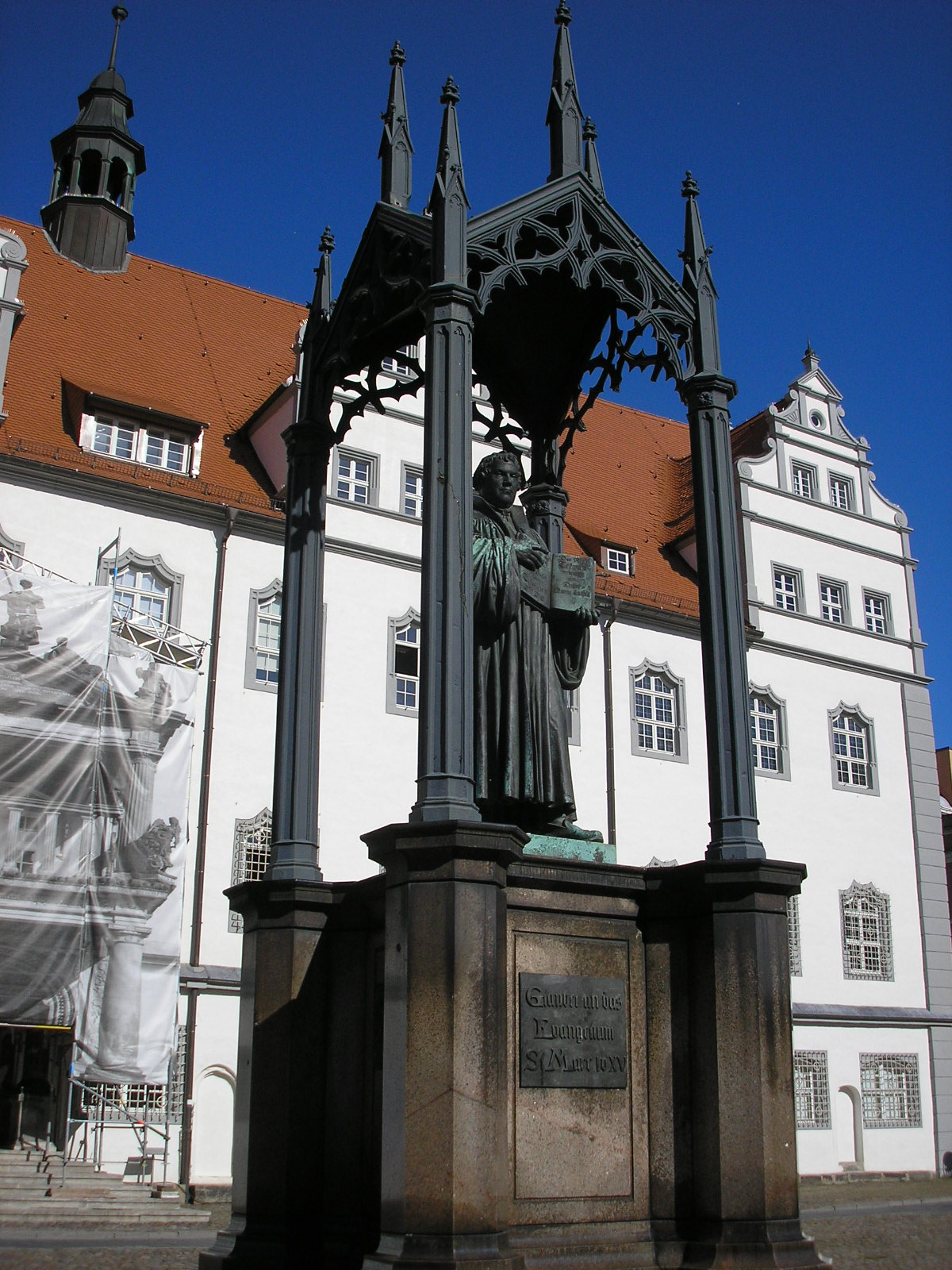
Das Lutherdenkmal nahe der Stadtkirche in Wittenberg

IBA-Stadt seit: Oktober 2003

### Lutherstadt Wittenberg
| Einwohner 1990 | Einwohner 2000 | Einwohner 2006 |
| -------------- | -------------- | -------------- |
| 49.682         | 48.972         | 46.133         |

In der Lutherstadt Wittenberg soll ein sogenannter „CAMPUSWittenberg“ neue wirtschaftliche Impulse in die Stadt bringen und ihren Ruf als Bildungsstandort stärken. Hierfür wurde die übergeordnete Marke „CAMPUSWittenberg“ geprägt, unter der das kulturelle Erbe der Stadt sowohl in seiner inhaltlichen als auch baulich-räumlichen Konstellation weiterentwickelt werden soll. Außerdem befindet sich ein großes Einkaufszentrum in der Innenstadt in Planung.

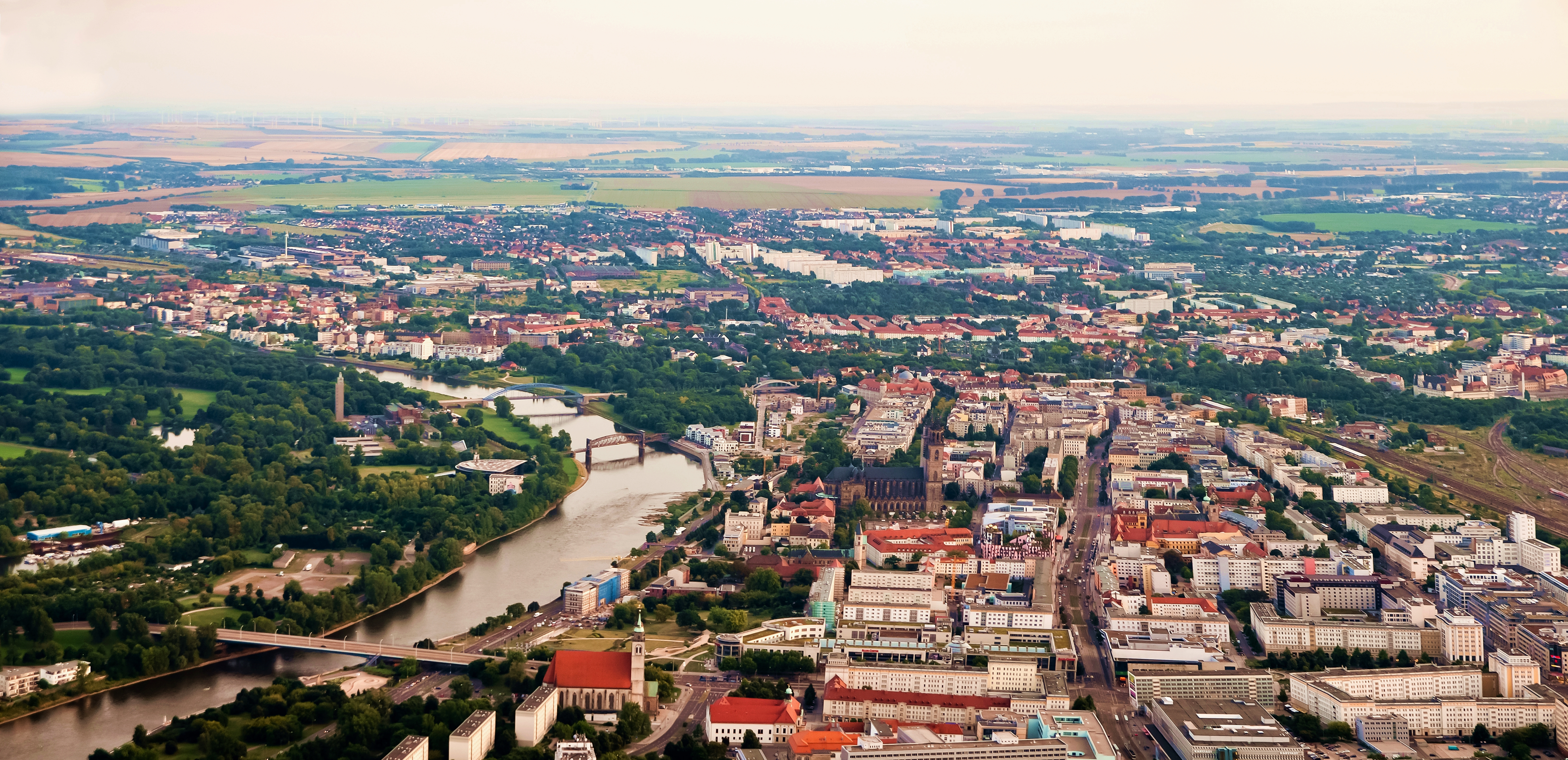
Die Altstadt Magdeburgs wurde in den Jahren nach der politischen Wende gründlich saniert

IBA-Stadt seit: Oktober 2003

### Magdeburg
| Einwohner 1990 | Einwohner 2000 | Einwohner 2006 |
| -------------- | -------------- | -------------- |
| 278.807        | 231.450        | 229.826        |

Die Landeshauptstadt Magdeburg hat das Thema „Leben an und mit der Elbe“. Die Elbe soll wieder in den Mittelpunkt der Stadt gerückt werden, ungenutzte Flächen direkt an der Elbe sollen mit Leben gefüllt werden. Dafür gab es bis 2010 auch zahlreiche Veranstaltungen, Ausstellungen und Publikationen rund um die Elbe.
Im Norden der Stadt wird der ehemalige Handelshafen zum Wissenschaftshafen umgebaut. In diesem Areal sollen Forschungs- und Wissenschaftseinrichtungen entstehen, welche mit Gewerbe, Wohnen, Dienstleistung, Freizeit und Tourismus verknüpft werden. Als Beispiel für die Erhaltungen von historischen Gebäuden ist der Umbau zweier Getreidesilos zur Denkfabrik, einem Bürogebäude für innovative Unternehmen und Forschungseinrichtungen.
Zweites Umbaugebiet ist die Magdeburger Altstadt. Auch hier soll das Elbufer aufgewertet werden und eine bessere räumliche Verknüpfung mit der Stadt entstehen. Bereits umgesetzte Projekte sind der Umbau und die Erweiterung der Lukasklause mit dem Otto-von-Guericke-Museum, die Aufwertung der Elbuferpromenade vom Petriförder bis hin zur Hubbrücke und der Bau zweier Fußgängerbrücken von der Innenstadt über das Schleinufer bis hin zur Elbe. Ein noch im Bau befindliches Großprojekt ist die Umgestaltung des Elbbahnhofs, einem ehemaligen Güterbahnhof zwischen dem südlichen Stadtzentrum und der Elbe. Im Zentrum dieses Areals befindet sich ein neuer Stadtplatz mit dem markanten Elb-Balkon. Um diesen Platz entstehen moderne Wohnbauten mit gewerblichen und gastronomischen Einrichtungen.
Das dritte Projekt des Stadtumbaus befindet sich im südöstlichen Teil Magdeburgs in den Stadtteilen Buckau, Fermersleben, Salbke und Westerhüsen. Nach der Wende gingen dort viele Industriebetriebe Pleite und mussten schließen. Seitdem stehen viele dieser Gebäude und Hallen leer. Im Gegensatz zur Altstadt und dem Wissenschaftshafen, wo das städtische Leben intensiviert werden soll, werden bei diesem Projekt baulich in Anspruch genommene Flächen nach dem Motto „Weniger Stadt, mehr Landschaft“ renaturiert. Diese Flächen sollen den Bewohnern und Touristen als Erholungsraum dienen und eine nachhaltige ökologische Situation herstellen.
Aber auch historische Industriegebäude sollen erhalten und saniert werden, wie zum Beispiel der Salbker Wasserturm.
Vom Erfolg der Landeshauptstadt zeugen zahlreiche Auszeichnungen im Bundeswettbewerb Unsere Stadt blüht auf.

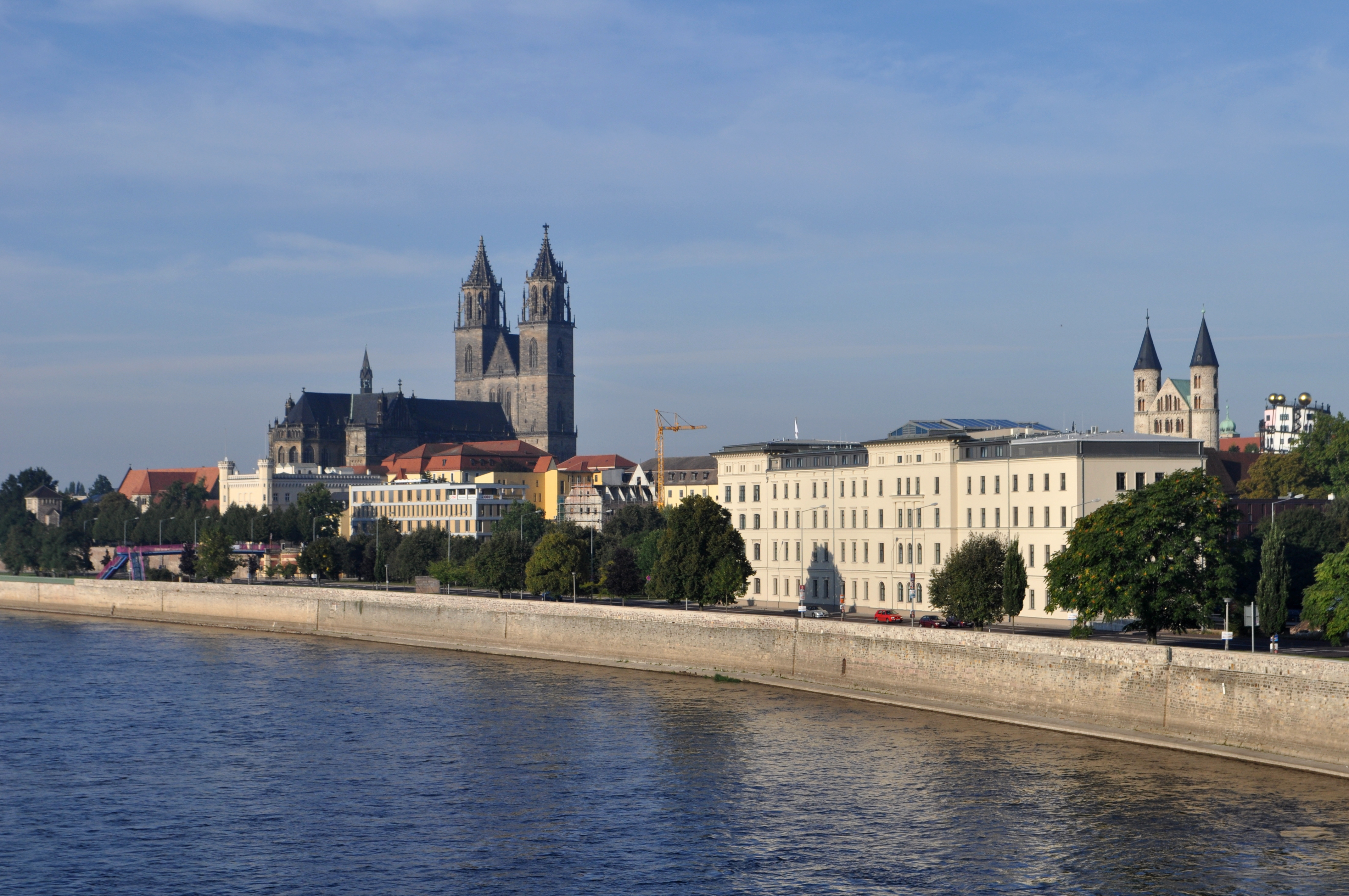
Elbufer auf Höhe der Innenstadt
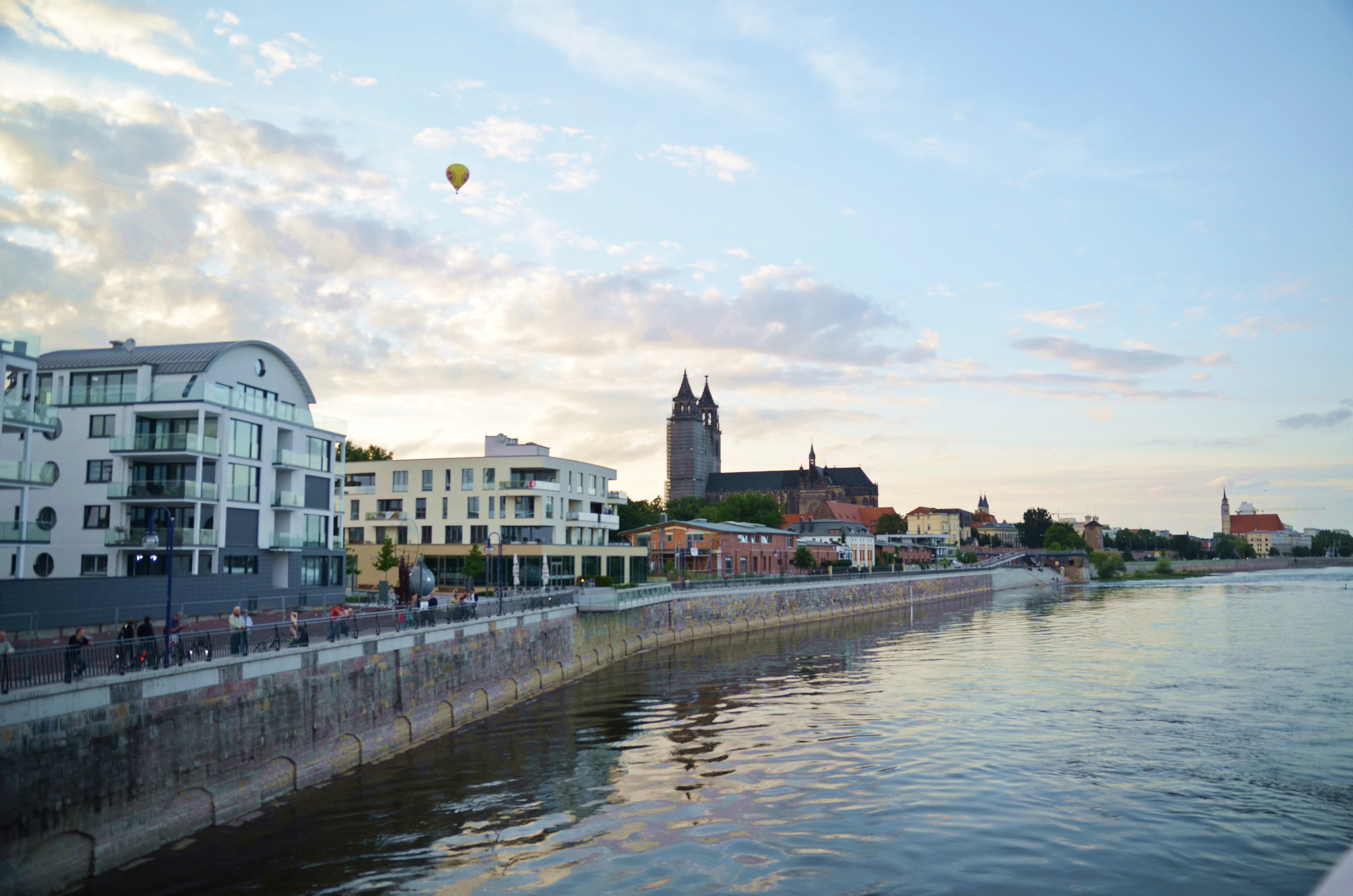
Der Elbbahnhof und die Elbuferpromenade
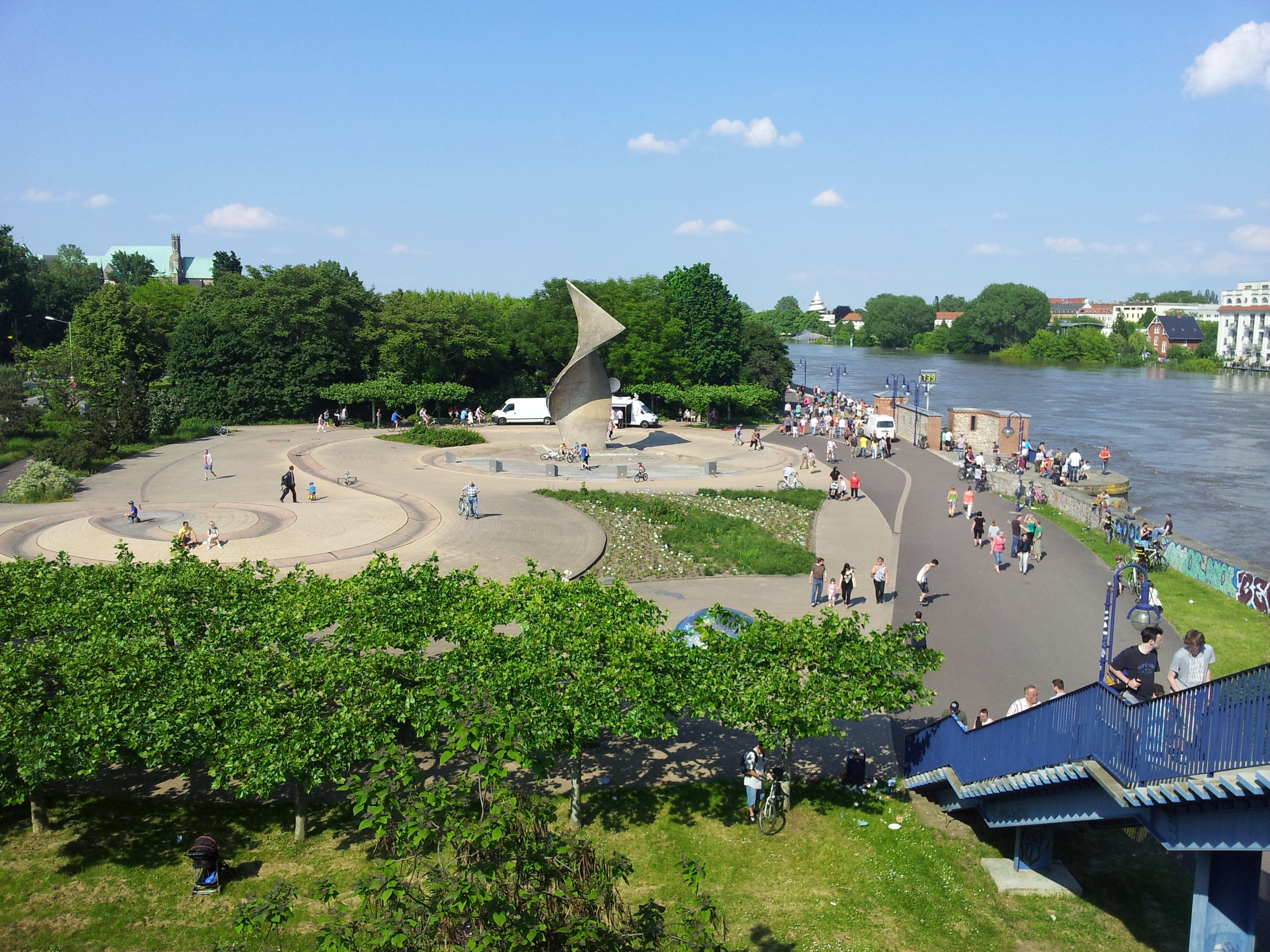
Elbuferpromenade „Petri“ mit Arbeiterfahne
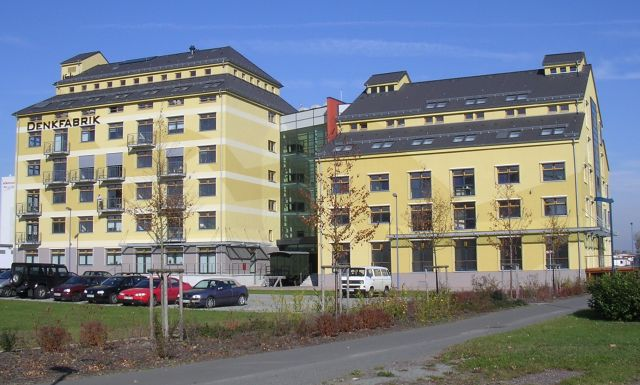
Denkfabrik im Wissenschaftshafen

IBA-Stadt seit: Oktober 2003

### Merseburg
| Einwohner 1990 | Einwohner 2000 | Einwohner 2006 |
| -------------- | -------------- | -------------- |
| 43.815         | 37.127         | 34.411         |

Im Rahmen der IBA Stadtumbau 2010 will Merseburg Strategien entwickelt haben, um die Stadt langfristig interessant für die Ansiedlung neuer, fremder und vor allem kreativer Milieus zu machen. Das Leitthema der Stadt dazu lautet: „Neue Milieus – Neue Chancen“
Bereits jetzt haben sich mehrere Bürger der Stadt zu Vereinen zusammengefunden, die sich um die Migration und Integration von Asylbewerbern in Merseburg sowie um die Beschäftigung und Versorgung der ansässigen Jugend kümmern.

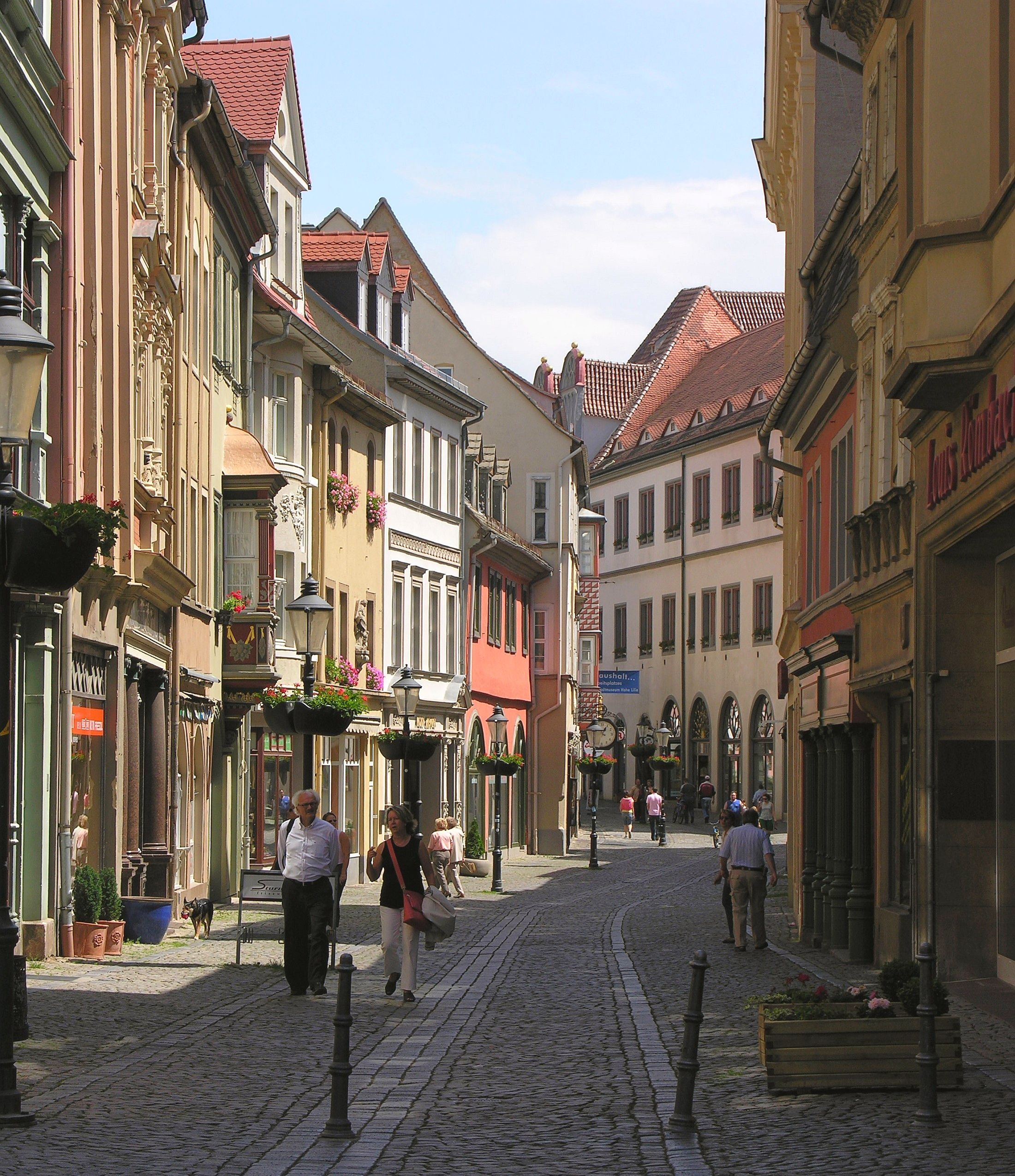
Die Naumburger Innenstadt

IBA-Stadt seit: Juni 2004

### Naumburg
| Einwohner 1990 | Einwohner 2000 | Einwohner 2006 |
| -------------- | -------------- | -------------- |
| 31.000 2       | 30.399         | 29.359         |

Die Domstadt Naumburg (Saale) wird während der IBA mit dem Leitthema „Stadt-Bildung“ präsent sein. Bildungsmaßnahmen zu Baukultur und Stadtentwicklung für die Bürger sollen zur Grundlage für die Vitalisierung und Stärkung der Naumburger Altstadt werden. Ein Architektur- und Umwelthaus in der Wenzelgasse, einem Quartier, welches stark unter Leerstand und Verfall leidet, befindet sich in Planung. Brachflächen sollen durch Abriss geschaffen und begrünt werden. Für das Jahr 2010 wird eine internationale Fachtagung zur Architekturvermittlung vorbereitet.

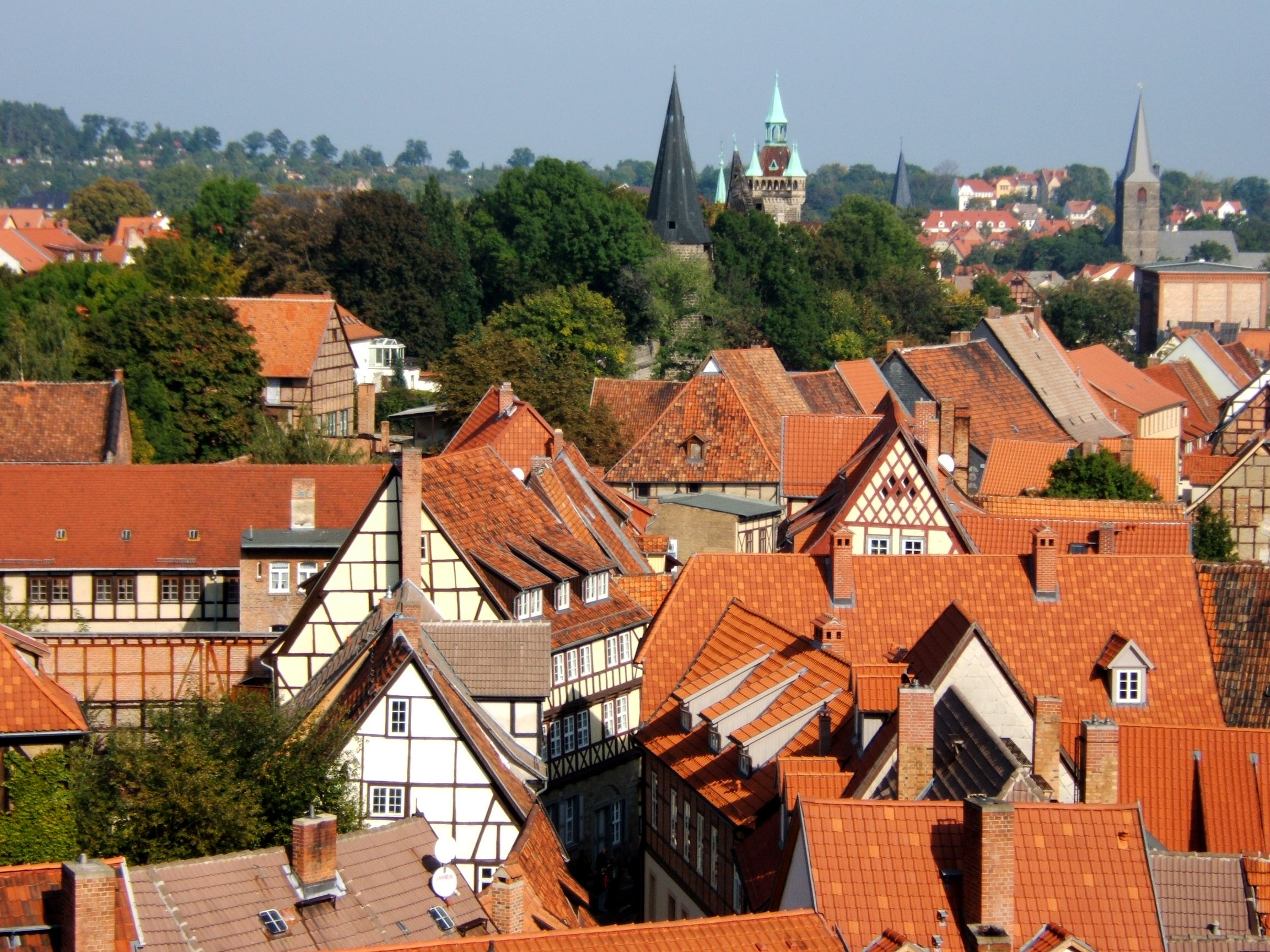
Dächer der Altstadt von Quedlinburg, vom Burgberg aus gesehen

IBA-Stadt seit: Juni 2008

### Quedlinburg
| Einwohner 1990 | Einwohner 2000 | Einwohner 2006 |
| -------------- | -------------- | -------------- |
| 28.663         | 24.114         | 22.185         |

Deutschlands größtes Flächendenkmal – die Altstadt von Quedlinburg – ist mit seinen über 1200 meist gut erhaltenen Fachwerkhäusern aus sechs Jahrhunderten ist ein bedeutendes Ausflugsziele am Harz. 1994 wurde die 90 Hektar große Altstadt zum UNESCO-Weltkulturerbe erklärt. Heute stehen etwa ein Fünftel der Fachwerkhäuser leer und sind weiterhin sanierungsbedürftig. Im Rahmen der IBA soll die architektonisch bedeutende Quedlinburger Altstadt wirtschaftlich gestärkt und wohnlich aufgewertet werden.
IBA-Stadt seit: Januar 2006

### Sangerhausen
| Einwohner 1990 | Einwohner 2000 | Einwohner 2006 |
| -------------- | -------------- | -------------- |
| 31.200 2       | 25.399         | 30.382         |

Die Stadt Sangerhausen besitzt aus fast allen Epochen des 20. Jahrhunderts aufgrund ihrer damaligen wirtschaftlichen Blüte als Bergbaustadt erhaltungswürdige Gebäude, die sich jedoch zumeist in einem schlechten Zustand befinden. Durch das Leitthema der Stadt „Abgestimmtes Handeln“ wird versucht, der Suburbanisierung durch das Anlegen eines eigenständigen und reizvollen Profils für jeden Stadtteil entgegenzuwirken.
IBA-Stadt seit: April 2005
Die im Stil des Sozialistischen Realismus gebaute Wohnsiedlung Am Bergmann aus den Jahren 1952 und 1953 wurde bis zum Jahre 2010 behutsam restauriert und innen wie außen modernisiert. Grundrisse wurden verändert und Wohnungen barrierefrei umgewandelt. Die Dächer tragen Sonnenkollektoren, die aber in die Dachhaut versenkt wurden. Auf den Gartenseiten wurden großzügige Loggien angebaut, die sich im Sommer in Balkone verwandeln lassen. Auf eine Außendämmung der Gebäude wurde verzichtet, es wurden jedoch Dämmmaßnahmen im Inneren der Wohnungen vorgenommen und ein Heizungssystem mit Wärmerückgewinnung installiert. Außenputz, Fenster und Briefkästen sind den alten Entwürfen angepasst, die Treppenhäuser behielten ihre Terrazzoböden, die Holzgeländer und, soweit überliefert, die ursprünglichen Farben.
Mitte 2011 waren sämtliche Wohnungen in der Wohnsiedlung durch die Städtische Wohnungsbaugesellschaft SWG vermietet. Dies ist in einer Stadt mit ansonsten großem Leerstand ein Erfolg.

### Schönebeck
| Einwohner 1991 | Einwohner 2000 | Einwohner 2006 |
| -------------- | -------------- | -------------- |
| 41.331         | 36.397         | 33.290         |

Die Stadt Schönebeck hat für die IBA das Thema „Siebenhundertvierundsiebzig“ aufgegriffen. In jenem Jahr wurden sogenannte Kolonistenstraßen zwischen den damals noch selbstständigen Städten Schönebeck, Frohse und Bad Salzelmen angelegt. Nach der politischen Wende 1989/90 verlor Schönebeck sein Image als Industriestadt. Dies hatte nachhaltige und gravierende Folgen vor allem für die Altstadt. Ein Netz aus rekultivierten Brachflächen und die Inbesitznahme brach liegender städtischer Kleingartenanlagen zwischen den Stadtteilen an den Kolonistenstraßen sollen bis 2010 Schritt für Schritt die Stadtstruktur aufwerten. Die Altstadt soll ein neues Image als qualifizierter Wohn- und Dienstleistungsstandort erfahren

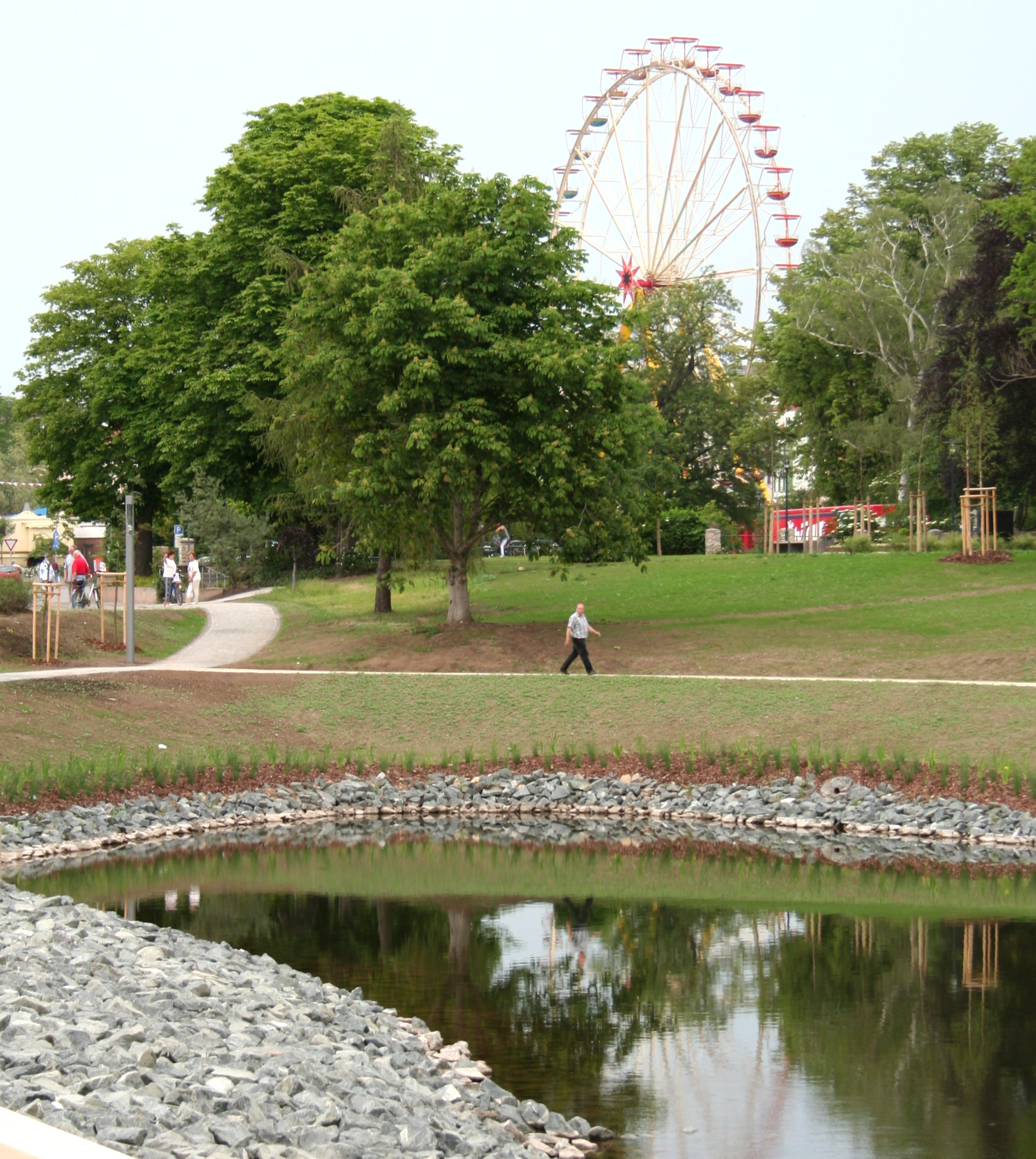
Der 2005 und 2006 angelegte See in der Staßfurter Innenstadt. Im Hintergrund zu sehen: Der Kaligarten

IBA-Stadt seit: Juni 2008

### Staßfurt
| Einwohner 1990 | Einwohner 2000 | Einwohner 2006 |
| -------------- | -------------- | -------------- |
| 25.006 2       | 20.681         | 22.758         |

Ein durch den rücksichtslosen Kalisalzabbau hervorgerufenes, etwa 200 Hektar großes Senkungsgebiet in Staßfurt sorgte dafür, dass ein großer Teil der historischen Altstadt abgerissen werden musste. Da das Gebiet bis heute unbebaubar gewesen wäre, wurde es geflutet und der dadurch entstandene Innenstadtsee wurde zur neuen Mitte Staßfurts. Zusammen mit Museen möchte die Stadt auf den Bergbau und seine Folgen aufmerksam machen und somit mit anderen Bergbaustädten der Welt, welche ähnlichen Problemen vorweisen können, zusammenarbeiten.
IBA-Stadt seit: Oktober 2003

### Stendal
| Einwohner 1989 | Einwohner 2000 | Einwohner 2006 |
| -------------- | -------------- | -------------- |
| 51.461         | 39.795         | 36.761         |

Die Altmark im Norden Sachsen-Anhalts ist eines der am dünnsten besiedelten Gebiete Deutschlands. Die ehemalige Hansestadt Stendal versteht sich als wirtschaftliches und kulturelles Zentrum dieser Region. Die Diskussion über eine zukunftsfähige Struktur der Altmark soll in den neuen Landes- und Regionalentwicklungsplänen ihren Niederschlag finden. Neue mobile Infrastrukturen und Kommunikationstechnologien sollen helfen, die Umstrukturierung zu gestalten. Parallel dazu soll ein neues identitätsstiftendes Bild von und für die Region entwickelt werden.
IBA-Stadt seit: Juni 2004

### Wanzleben-Börde
| Einwohner 1990 | Einwohner 2006 |
| -------------- | -------------- |
| 6.118 2        | 5.294          |

Den Schlüssel zur wirtschaftlichen und demographischen Stabilität einer Stadt sieht Wanzleben-Börde in der aktiven Förderung von Familien mit Kindern. In Eigeninitiative haben Kinder und Jugendliche auf Defizite für Familien in der Stadt aufmerksam gemacht. Nach der Auswertung dieses Projekts wurde besonders das Plattenbaugebiet „Windmühlenbreite“ für Familien attraktiver gestaltet. Aber auch der Bau von Eigenheimen am Stadtrand wurde aktiv gefördert. Beispielsweise wurde Familien Grundstücke mit einem Preisnachlass von 10 % und einem weiteren Rabatt von 5 Euro pro Kind und Quadratmeter gewährleistet.

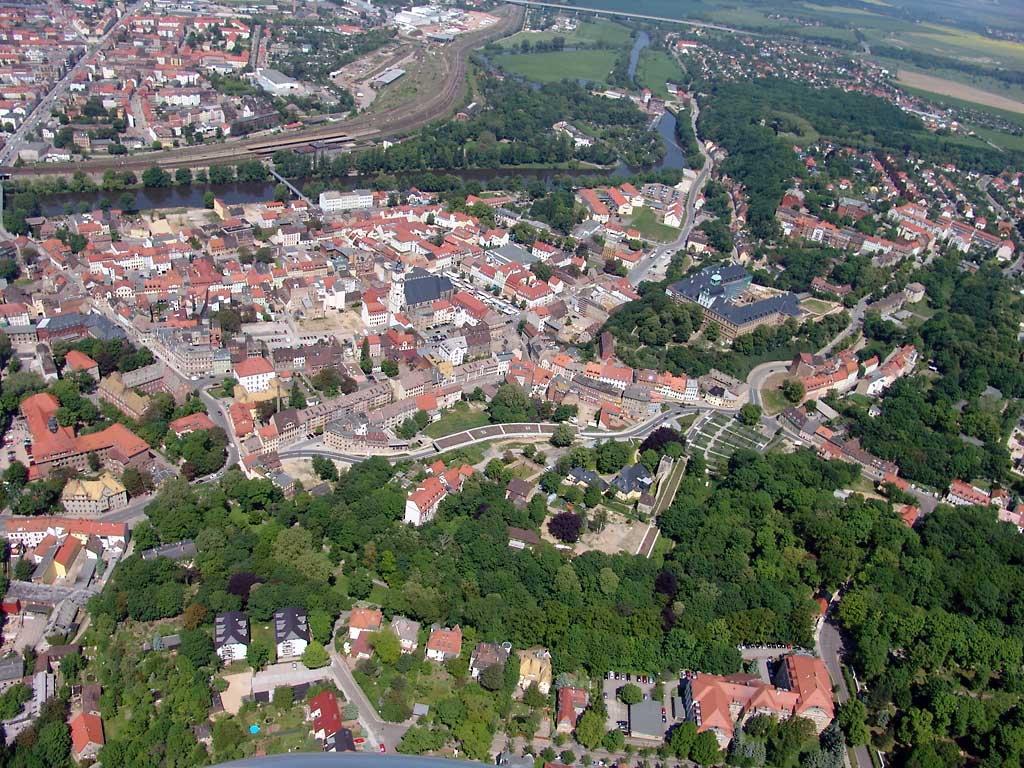
Blick auf das historische Zentrum von Weißenfels

IBA-Stadt seit: Juni 2004

### Weißenfels
| Einwohner 1990 | Einwohner 2000 | Einwohner 2006 |
| -------------- | -------------- | -------------- |
| 37.765         | 31.946         | 29.669         |

Mitten durch die Innenstadt soll bis 2010 ein grüner Landschaftszug alte Industrie- und Wohnruinen in der Stadt Weißenfels ersetzen. Das Leitthema der Teilnehmerstadt lautet deshalb: „Grün der Zeit“. Das IBA-Thema bindet die örtliche Lebensmittelindustrie, die weiterhin expandiert, intensiv in den Stadtumbauprozess mit ein. Die Betriebe haben sich zu einem Netzwerk zusammengeschlossen, um Träger eines gemeinsamen Standortprofils und -marketings zu werden.
IBA-Stadt seit: Oktober 2003
Quellen:
- 1 Schätzung
- 2 Quelle: „Bundesland Sachsen-Anhalt-Magazin“
- 3 Eingemeindung der Gemeinde Wippra

## Weitere Umbaustädte in Sachsen-Anhalt
| - Havelberg - Osterburg (Altmark) - Salzwedel - Klötze - Gardelegen - Genthin | - Burg (bei Magdeburg) - Wolmirstedt - Haldensleben - Oschersleben - Jessen (Elster) - Zerbst | - Aken (Elbe) - Thale - Blankenburg (Harz) - Wernigerode - Hettstedt - Nebra | - Querfurt - Hohenmölsen - Zeitz |

## Abschluss 2010
Im Abschlussjahr 2010 beginnen ab April die Präsentationen der Ergebnisse aus 10 Jahren IBA in Sachsen-Anhalt. Mit einem Festakt am 8. und 9. April 2010 wird die IBA Überblicksausstellung im Bauhaus Dessau eröffnet. Neben der detaillierten Präsentation der teilnehmenden Städte werden deren Ergebnisse und vor allem ein Ausblick auf die Zukunft Sachsen-Anhalts bis 2050 gegeben. Die Ausstellung ist bis zum 16. Oktober 2010 geöffnet.